# Štěpán Illesházy
Hrabě Štěpán XI. Illesházy (slovensky uváděn jako Štefan Ilešházy, maďarsky Illésházy nebo Illyésházy István, 30. dubna 1762, Bratislava – 30. července 1838, Baden) byl uherský šlechtic z rodu Illesházyů (maďarsky Illyésházy nebo Illésházy), s původem v Ilesháze/Eliášovcích (dnešní okres Dunajská Streda). Byl posledním mužským členem rodiny, poté rod vymřel po meči. 

## Život

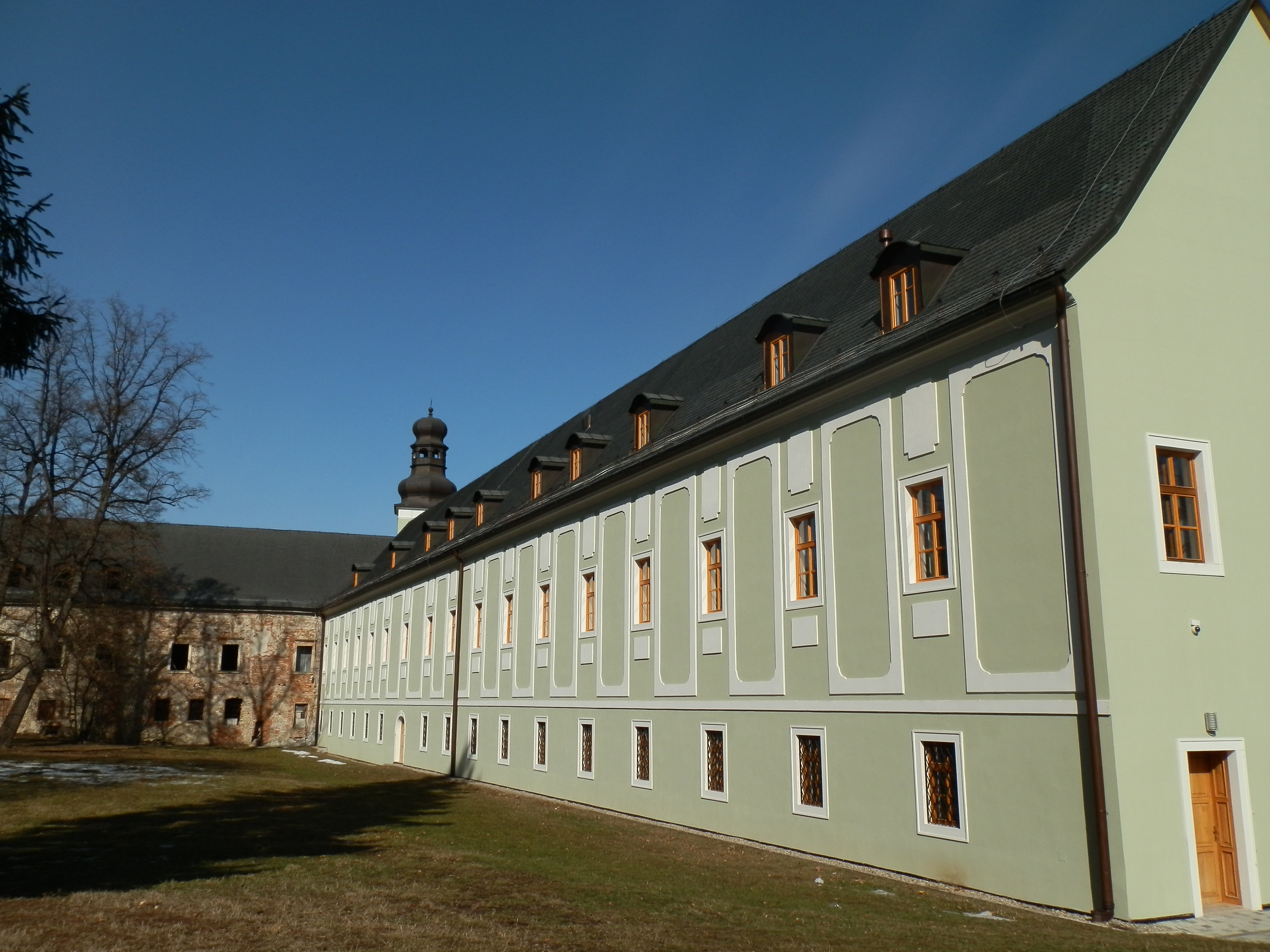
Kaštel v Dubnici nad Váhom

Celým jménem (jak je uvedeno v matrice narozených) Stephanus Josephus Joannes Antonius Franciscus Baptista comes Illyéshazy se narodil jako syn Jana Křtitele Illesházyho (1737–1799), dědičného trenčínského a liptovského župana, a jeho manželky Sidonie Batthyányové z Német-Ujváru (1739–1816). Štěpán měl mladšího bratra Antonína a další tři sestry. 
Studoval na gymnáziu v Trnavě, poté práva na univerzitě v Egeru a filosofii v Budíně. V roce 1792 byl jmenován královským komořím, později také tajným radou (1801) a královským stolníkem (1825). V roce 1797 sloužil v armádě jako plukovník Trenčiansko-lipského povstání (povstalecké armády). V roce 1808 mu byl udělen Řád zlatého rouna. V letech 1790–1825 byl členem Uherského sněmu. Po smrti svého otce Jana Křtitele Ilešháziho převzal funkci župana trenčínské a liptovské župy. V roce 1822 na protest proti absolutistické politice habsburského dvora ve Vídni formálně z funkce odstoupil (jeho funkční období je ale v odborných příručkách zaznamenáno až do roku jeho smrti).
Zasloužil se o rozvoj trenčínsko-teplických lázní, kde nechal postavit čtyři nové budovy. Lázně zpřístupnil široké veřejnosti a konaly se zde i kulturní akce. V roce 1820 nechal ke svému zámku v Dubnici nad Váhom přistavět klasicistní křídlo a postavil také sakrální stavby v Bánovcích nad Bebravou, Horním Srní a Košeci. Jak se postupně stále více zadlužoval, rozprodával své nemovitosti. Ponechal si pouze rodový statek v Eliášovcích a zámeček v Rohovcích, kde strávil zbytek života.
V roce 1825 se podílel na založení Maďarské akademie věd a od roku 1830 byl jejím vedoucím členem. Zabýval se také žurnalistikou, zajímal se o oblast práv a historii církve.
Jeho zdravotní stav se s postupujícím věkem zhoršoval, proto v posledních letech svého života pobýval často v lázních. Při jednom z takových pobytů v Badenu u Vídně dne 30. července 1838 zemřel ve věku 76 let. Jelikož neměl žádného legitimního mužského potomka, vyhasl v jeho osobě rod Illesházyů po meči.

### Manželství
V roce 1786 se oženil s hraběnkou Terezou Barkóczyovou ze Szaly (* 1766), z tohoto manželství se však nenarodily žádné děti. Zemřel bez legitimních potomků.